# Judith Gerlach

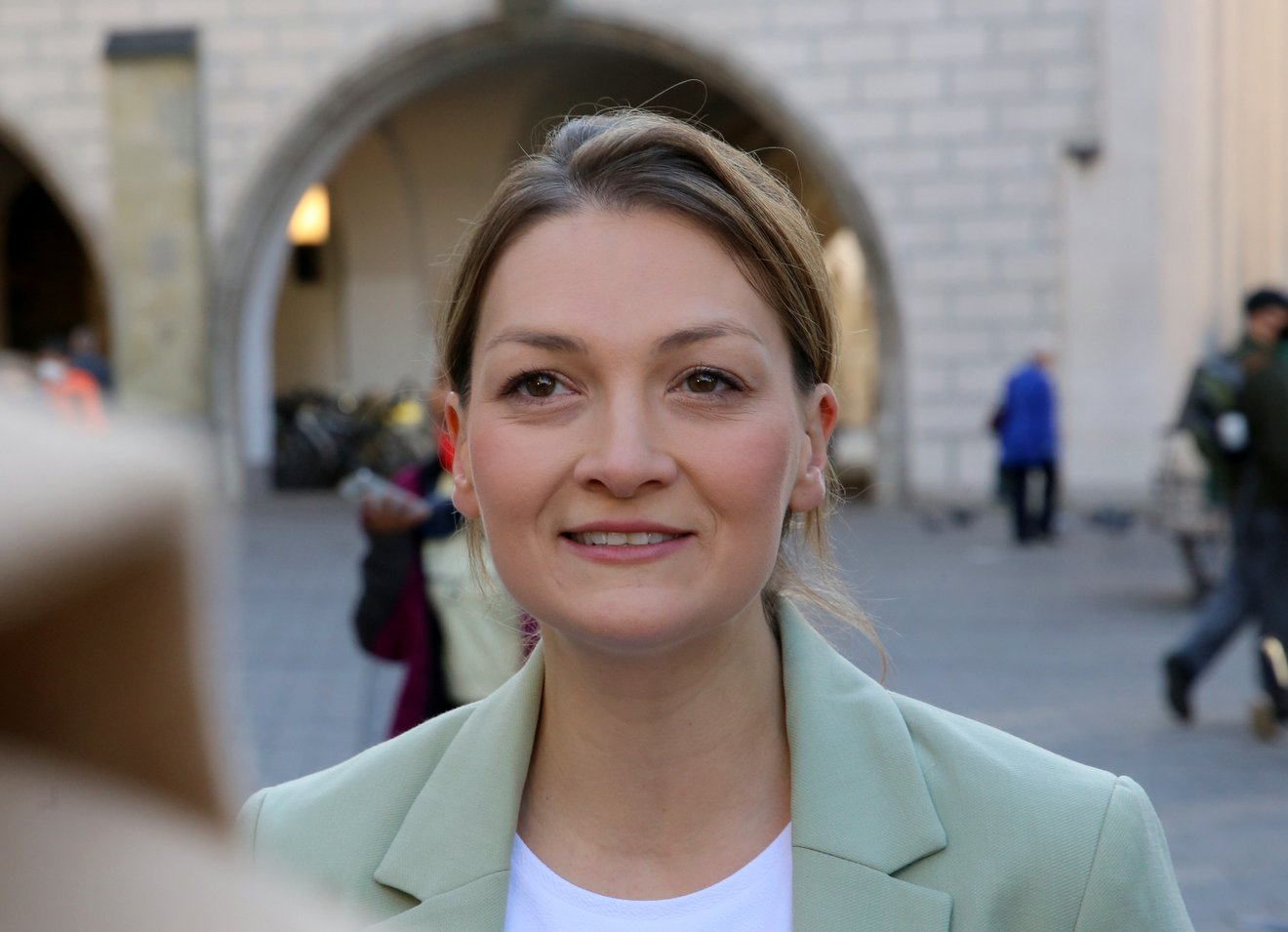
Judith Gerlach (2021)

Judith Gerlach (* 3. November 1985 in Würzburg) ist eine deutsche Politikerin (CSU) und seit dem 8. November 2023 bayerische Staatsministerin für Gesundheit, Pflege und Prävention. Zuvor war sie vom 12. November 2018 bis zum 8. November 2023 bayerische Staatsministerin für Digitales im Kabinett Söder II. Seit 2013 gehört sie dem bayerischen Landtag an.

## Werdegang
Gerlach ist die Enkelin des CSU-Politikers Paul Gerlach. Sie studierte Rechtswissenschaften und bestand 2010 das erste Staatsexamen. Nach dem Referendariat in Würzburg legte sie 2013 die zweite Staatsprüfung ab und arbeitete danach als selbstständige Rechtsanwältin in Aschaffenburg.
Sie war Kreisvorsitzende der Jungen Union Aschaffenburg-Stadt und war Mitglied im Ortsvorstand der CSU im Aschaffenburger Stadtteil Schweinheim. Bei der Landtagswahl 2013 zog sie über die Liste im Wahlkreis Unterfranken in den Bayerischen Landtag ein. Bei der konstituierenden Sitzung des 17. Bayerischen Landtags am 7. Oktober 2013 war sie zusammen mit Katharina Schulze (B’90/Grüne) als eine der beiden jüngsten Abgeordneten Schriftführerin.
Bei der Landtagswahl 2018 erhielt sie mit 40,2 % das Direktmandat für den Stimmkreis Aschaffenburg-Ost. Bei der Landtagswahl 2023 konnte sie ihr Mandat mit 46,0 % erneut gewinnen.
Gerlach war vom 12. November 2018 bis zum 8. November 2023 bayerische Staatsministerin für Digitales im Kabinett Söder II. Seit dem 8. November 2023 ist sie bayerische Staatsministerin für Gesundheit, Pflege und Prävention im Kabinett Söder III.

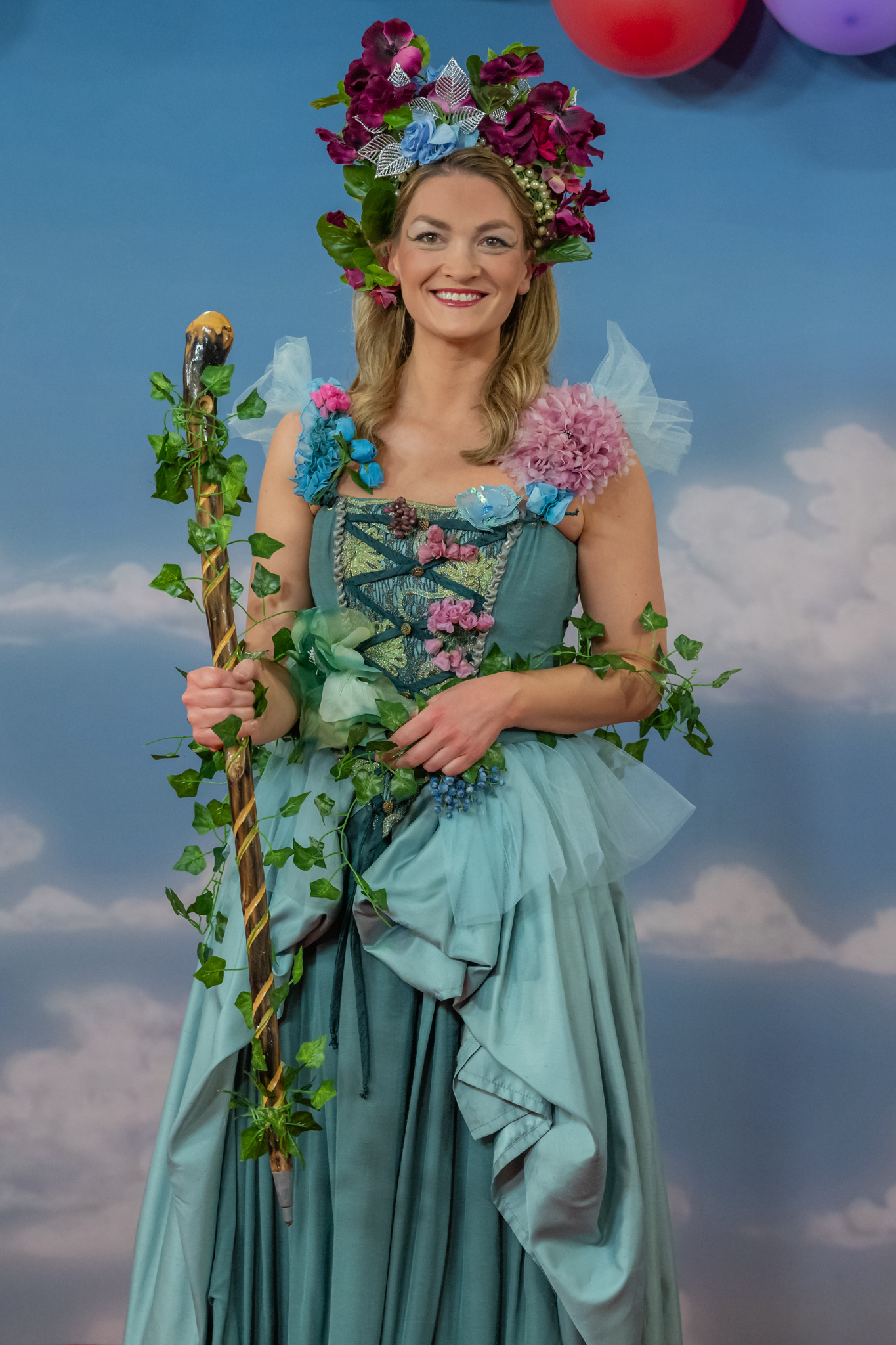
Judith Gerlach bei der Fastnacht in Franken als „Spessartwaldfee“ (2024)

Gerlach ist römisch-katholischer Konfession, verheiratet und Mutter zweier Kinder.

## Politische Positionen

### Digitalisierung
In einem Interview unmittelbar nach ihrer Ernennung zur Digitalministerin gab Judith Gerlach auf die Frage, wie sie zum Themenbereich „Digitalisierung“ stehe, diese offene Antwort: „Ja, Digitalisierung ist jetzt sicher nicht mein Spezialbereich, aber ein absolutes Zukunftsthema.“ Wenig später sagte sie im Gespräch mit inFranken.de: „Es gibt viele Beispiele für erfolgreiche Kabinettsmitglieder, die für sie ganz neue Themengebiete verantworten durften. Ich bin ein Digital Native und Juristin. So fällt es mir leicht, mich schnell und kompetent in neue und komplexe Themen einzuarbeiten.“
Zu ihren politischen Schwerpunkten gefragt, gab Judith Gerlach an, dass sie vor allem die Chancen der Digitalisierung sehe. Neben dem beschleunigten Ausbau der Infrastruktur und der digitalen Bildung gehe es ihr vor allem darum, Forschung an und Entwicklung von digitalen Technologien in Bayern weiter voranzutreiben, wie etwa Blockchain und künstliche Intelligenz. Weitere wichtige Punkte seien die Digitalisierung der Verwaltung sowie ethische und gesellschaftliche Fragen der digitalen Transformation. Das Digitalministerium sehe sie als digitale Denkfabrik der Bayerischen Staatsregierung. Es solle aber auch Anlaufstelle für Bürgerinnen und Bürger sein, die von der Digitalisierung betroffen sind.
Im Dezember 2018 stellte Judith Gerlach zusammen mit Dorothee Bär, Staatsministerin für Digitalisierung im Bundeskanzleramt, die Initiative BayFiD (Bayerns Frauen in Digitalberufen) vor, mit der Mädchen und junge Frauen für technische Berufe begeistert werden sollen. Auch Start-up-Gründerinnen werden durch BayFiD gezielt gefördert. Kurz nachdem Anfang Januar 2019 massive Hackerangriffe auf Politiker und Prominente bekannt wurden, schlug Gerlach im Bayerischen Ministerrat ein Maßnahmenpaket vor. Sie möchte vor allem verstärkt auf die Gefahren im Netz hinweisen und einen Passwort-Check anbieten. Zudem soll ihren Angaben zufolge eine Notfall-Hotline aufgebaut werden, die Betroffene im Ernstfall kostenlos nutzen können.